# Баэр, Доминик
Доминик Баэр — французский политик, бывший депутат Национального собрания Франции, член Социалистической партии Франции, мэр города Ваттрело.

## Биография
Родился 24 октября 1959 года в городе Туркуэн (департамент Нор). На выборах в Национальное собрание 2007 года выиграл голосование по 8-му избирательному округу департамента Нор, получив 56,86 % голосов.
Во время выборов в Национальное собрание 2012 года руководство Социалистической партии договорилось с Зелеными о выставлении единого кандидата по 8-му избирательному округу департамента Нор, отказав тем самым в поддержке Баэру. Несмотря на уговоры руководства партии и новоизбранного президента Франсуа Олланда Баэр не согласился отказаться от борьбы за депутатский мандат и баллотировался как независимый левый кандидат. Он вышел во 2-й тур и с большим преимуществом — 69,58 % — победил кандидата социалистов и зеленых Слимана Тира. После этого шага Баэр был исключен из рядов Социалистической партии, но в 2014 году восстановлен.

## Занимаемые выборные должности
14.03.1983 - 01.10.1999 — член муниципального совета города Ваттрело

01.10.1999 - 09.05.2000 — вице-мэр города Ваттрело 

12.06.1997 - 18.06.2002 — депутат Национального собрания Франции от 8-го избирательного округа департамента Нор 

с 10.05.2000 — мэр города Ваттрело 

20.06.2007 - 20.06.2017 — депутат Национального собрания Франции от 8-го избирательного округа департамента Нор.